# Gëzim Ostreni
Gëzim Ostreni lub Gzim Ostreni (mac. Г’зим (Гзим) Острени; ur. 1 listopada 1942 w Debarze) – jugosłowiański wojskowy, następnie żołnierz albańskich sił partyzanckich w Kosowie i Macedonii. W latach 2002–2006 wiceprzewodniczący Zgromadzenia Republiki Macedonii, kandydat na urząd prezydenta Republiki Macedonii w wyborach z 2004 roku.

## Życiorys
Ukończył studia na Uniwersytecie w Prisztinie, następnie pracował jako nauczyciel oraz pełnił funkcję przewodniczącego struktur Związku Młodzieży Socjalistycznej Jugosławii w Debarze.
Służył w siłach jugosłowiańskiej Obrony Terytorialnej jako dowódca oddziału w Debarze. W trakcie rozpadu Jugosławii przeszedł do partyzantki; wstąpił do Armii Wyzwolenia Kosowa, w ramach której dowodził siłami znajdującymi się na terenie Metochii. Po rozformowaniu Armii Wyzwolenia Kosowa znalazł się w szeregach Korpusu Ochrony Kosowa w stopniu generała brygady (gjeneralbrigade). W 2000 roku został awansowany na stopień generała majora (gjeneralmajor) oraz objął funkcję szefa sztabu generalnego Korpusu Ochrony Kosowa. Po wybuchu konfliktu w Tetowie został szefem sztabu generalnego Armii Wyzwolenia Narodowego. Został oskarżony między innymi o zdradę stanu, udział w ludobójstwie oraz naruszenie integralności terytorialnej Republiki Macedonii, ponadto jego nazwisko znalazło się na czarnej liście Unii Europejskiej.
Po podpisaniu porozumienia w Ochrydzie zaangażował się w działalność polityczną w Macedonii; dołączył do Demokratycznego Związku na rzecz Integracji, zostając jej sekretarzem generalnym oraz członkiem partyjnego prezydium. Z ramienia tegoż ugrupowania skutecznie ubiegał się o mandat do Zgromadzenia Republiki Macedonii w wyborach z 2002 roku, do 2006 roku pełnił funkcję wiceprzewodniczącego parlamentu. W 2004 roku kandydował na urząd prezydenta Macedonii; otrzymał 134 208 głosów (14,79%), zajmując trzecie miejsce.
W październiku 2015 roku wraz z parlamentarzystą Zulfim Ademim założył partię polityczną o nazwie Uniteti, jednak już rok później Ostreni został członkiem Sojuszu na rzecz Albańczyków. W lipcu 2017 roku partia Uniteti połączyła się z Sojuszem na rzecz Albańczyków.
Deklaruje znajomość języka angielskiego, posiada stopień naukowy doktora nauk ścisłych.